# Xiushui (Changhua)
Xiushui (chinesisch 秀水鄉, Pinyin Xiùshuǐ Xiāng) ist eine Landgemeinde (鄉,  Xiang) im Landkreis Changhua der Republik China auf Taiwan.

## Lage
Xiushui liegt nördlich zentral im Landkreis Changhua, südwestlich der Kreishauptstadt Changhua in der Changhua-Ebene, einer ausgedehnten Schwemmebene. Das Gemeindegebiet entspricht angenähert einem Rechteck mit den Abmessungen 9 × 2 km, dessen Längsachse nach Nordnordwesten zeigt. Die angrenzenden Gemeinden sind Lukang, Fuxing und Puyan im Westen, Dacun im Südosten, Huatan und Changhua im Osten, sowie in einem kurzen Abschnitt Hemei im Norden.

## Geschichte
Die chinesische Besiedlung der Gegend von Xiushui begann in den frühen Jahren der Herrschaftszeit Yongzhengs (ab 1722) durch Immigranten aus Quanzhou, Nan’an, Jinjiang, Zhangzhou und anderen Orten. Ein früherer Name des Ortes war Toushui (透水). Zur Zeit der japanischen Herrschaft über Taiwan (1895–1945) wurde der Ort in Xiushui umbenannt und nach Übertragung Taiwans an die Republik China als Landgemeinde (鄉,  Xiang) organisiert, zunächst im Landkreis Taichung und ab 1950 im neu gebildeten Landkreis Changhua.

## Bevölkerung
Ende 2019 lebten 208 Angehörige indigener Völker in Xiushui, entsprechend einem Bevölkerungsanteil von 0,4 %.
| Gliederung von Xiushui |
|                        |

## Verwaltungsgliederung
Xiushui ist in 14 Dörfer (村,  Cūn) unterteilt: Bis zum Februar 1979 waren es noch 18 Dörfer gewesen.
1 Yixing (義興村)

2 Maxing (馬興村)

3 Heming (鶴鳴村)

4 Andong (安東村)

5 Anxi (安溪村)

6 Xiushui (秀水村)

7 Zhuangya (莊雅村)

8 Fu’an (福安村)

9 Pulun (埔崙村)

10 Cengcuo (曾厝村)

11 Jinling (金陵村)

12 Xialun (下崙村)

13 Shaanxi (陝西村)

14 Jinxing (金興村)

## Verkehr
Die beiden größten Straßen in Xiushui sind die Nationalstraße 1 (Autobahn), die den Südteil Xiushuis in südsüdwestliche Richtung durchquert und die Provinzstraße 19, die durch das Zentrum Xiushuis in Richtung Südwesten verläuft. In Ost-West-Richtung verlaufen die Kreisstraßen 142 im Norden und 144甲 (144A) im Süden. Die Längslinie (縱貫線) der Taiwanischen Eisenbahn verläuft östlich von Xiushui in Nord-Süd-Richtung.

## Besonderheiten
Der Tempel des Generals Wu Mian (烏面將軍廟) im Dorf Shaanxi wurde in den 1970er Jahren erbaut. In ihm wird Wu Mian, ein General Zheng Chenggongs verehrt. Das alte Haus von Yu Yuan (益源古厝) im Dorf Maxing ist ein Gebäude und historisches Baudenkmal aus der Mitte des 19. Jahrhunderts, der Zeit der Qing-Herrschaft in Taiwan.

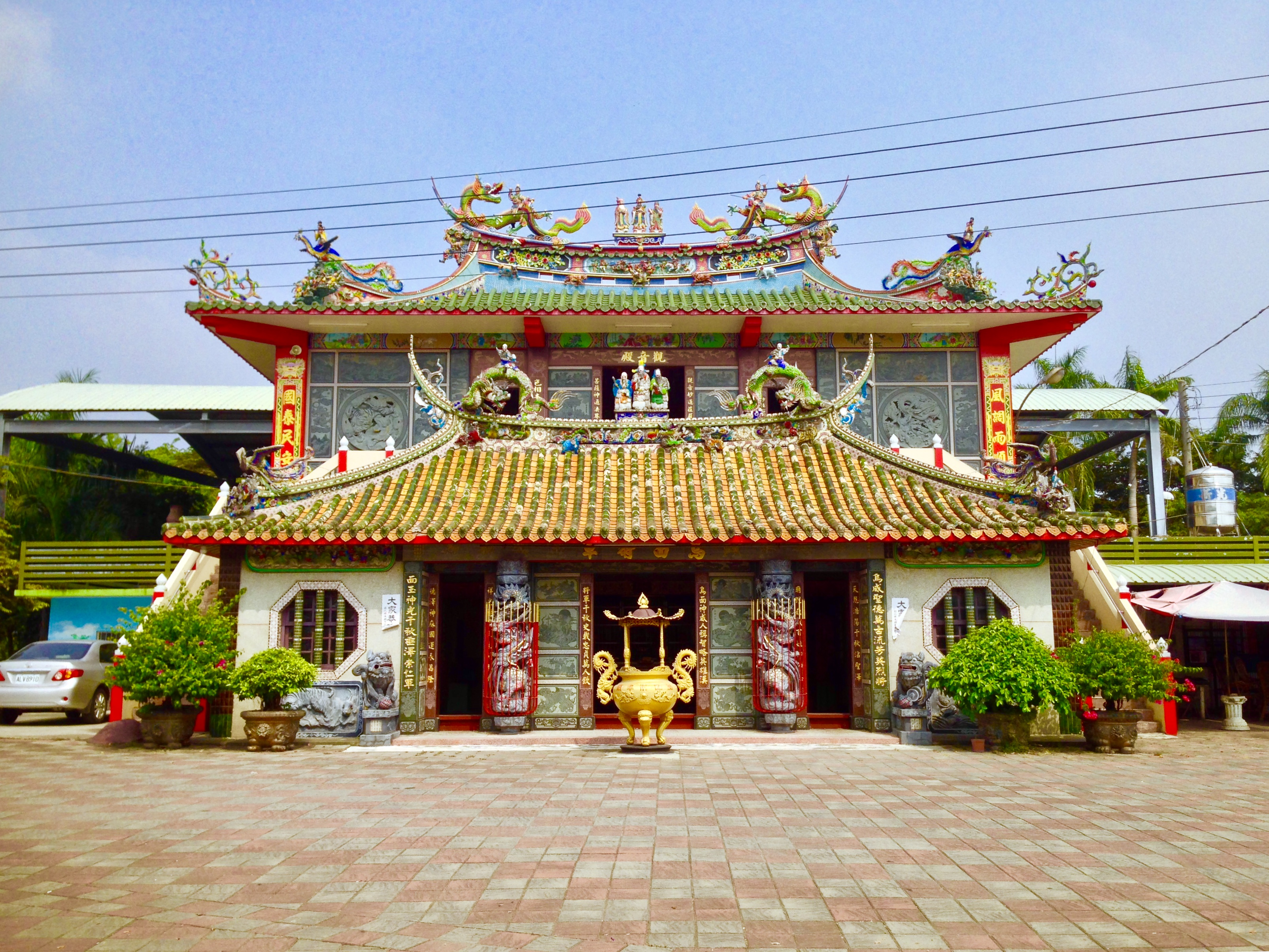
Wu-Mian-Tempel
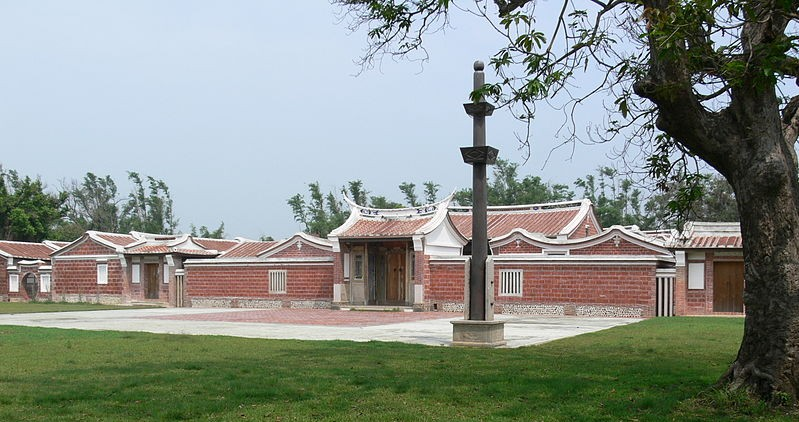
Altes Haus von Yu Yuan